# Vidua
Para outras aves designadas como viúva, veja Viúva
Viúva é o nome comum atribuído às 16 espécies conhecidas de aves passeriformes do género Vidua da família Viduidae. As viúvas ocorrem exclusivamente na África sub-saariana.
As viúvas são aves parasitas que colocam os seus ovos em ninhos de outras espécies, normalmente os bicos-de-lacre do género Lagonosticta. Os machos de cada espécie de viúva imita na perfeição o canto do seu hospedeiro específico. Os juvenis de viúva são criados pelos progenitores “adoptivos”, conjuntamente com as verdadeiras crias.
O grupo apresenta dimorfismo sexual muito significativo. Os machos têm uma cauda muito longa, por vezes bifurcada e/ou ornamentada. A cabeça e asas são, em geral, pretas. As fémeas são muito semelhantes entre si, com coloração baça, em tons de castanho.

## Espécies
- Viúva-azul, Vidua chalybeata
- Vidua raricola
- Vidua larvaticola
- Viúva-negra, Vidua funerea
- Vidua codringtoni
- Viúva-púrpura, Vidua purpurascens
- Vidua wilsoni
- Vidua hypocherina
- Vidua fischeri
- Viúva-seta, Vidua regia
- Viuvinha, Vidua macroura
- Vidua orientalis
- Vidua togoensis
- Vidua interjecta
- Viúva-do-paraíso-oriental, Vidua paradisaea
- Viúva-do-paraíso-de-cauda-longa, Vidua obtusa